# Карнак (храмов комплекс)
Карнак (храмов комплекс) е най-големият храмов комплекс в Египет, който се намира в село Карнак на 2,5 км северно от Луксор и директно на източния бряг на Нил. Това е най-голямото религиозно средище в Древен Египет, което се състои от многобройни паметници, разпределени в 3 групи сгради, всяка оградена от стена. Най-старите, видими още остатъци от храмовете са от Дванадесета династия на Древен Египет под управлението на Сенусрет I. Зад входа, отбелязан с монументален портал, се откриват големият двор, а зад него хипостилната зала, представляваща най-голямата хипостилна зала в света, чийто таван се крепи на колони. Храмът е свързан с кей на брега на канала, захранван с водите на Нил чрез алея, по дължината на която са разположени сфинксове с овнешки глави. По-нататък се простира голямото свещено езеро, където по време на празниците е разхождана на лодка статуята на бога. Зад стените на Амон се издига също храмът на Хонсу, син на Амон. Стените на Мут обграждат многобройни храмове, сред които и този на Мут, съпруга на Амон. Храмовият комплекс, заедно с храма в Луксор, през 1979 г. са обявени за част от Световното културно наследство на ЮНЕСКО.

## Галерия
- Голямата хипостилна зала
- Общ вид
- Един от свещените извори
- Десният главен пилон